# HD 142691
HD 142691，又名CD-3510611，SAO 207152、HR 5929，是一颗恒星，视星等为5.8，位于銀經339.85，銀緯13.03，其B1900.0坐标为赤經15h 50m 51.1s，赤緯-35° 13.03′ 39″。